# Пушкінський дуб

Пушкінський дуб

Пу́шкінський дуб. Обхват 3,50 м, висота 16 м, вік близько 400 років. Росте в Гурзуфі, Крим, на території пансіонату «Гурзуфський» (колишній санаторій Міністерства оборони СРСР), у ботанічному саді пансіонату. Вважається, що саме це дерево надихнуло О. С. Пушкіна на написання безсмертних рядків «У лукомор'я дуб…» На дерево постійно лазять туристи. Його було вилікувано Київським еколого-культурним центром в 2010 р. Необхідно поставити високу огорожу, заповісти і поставити охоронний знак.

## Ресурси Інтернету
- Фотогалерея самых старых и выдающихся деревьев Украины  [Архівовано 8 квітня 2014 у Wayback Machine.]

## Виноски
1. 1 2   Шнайдер С. Л., Борейко В. Е., Стеценко Н. Ф. 500 выдающихся деревьев Украины. — К.: КЭКЦ, 2011. — 203 с.